# Khadidiatou Diallo
Khadidiatou Diallo, née au Sénégal, est la fondatrice du GAMS Belgique (Groupe pour l'abolition des mutilations sexuelles féminines). 

## Biographie
Née au Sénégal, Khadidiatou Diallo est excisée, à l'âge de 7 ans. A 12 ans, elle est mariée de force à un homme de 33 ans son aîné.
Elle arrive en Belgique dans les années 1980. À l'âge de 24 ans, elle apprend à lire et écrire. Elle se met alors à écrire son histoire. Écrire lui sert d'exutoire et lui permet de dépasser ses blessures.
Pour lutter contre l'excision et les mutilation génitales féminines, Khadidiatou Diallo crée le GAMS Belgique en 1996.

## Prix et distinctions
- 2005, Prix femme de l'année Marie Popelin, Conseil des femmes francophones de Belgique[4]

## Publications
- Khadidiatou Diallo, Mon destin entre les mains de mon père, Bruxelles, Ed. Collectif Alpha, 2016